# Popeye tractorpulling team
Popeye tractorpulling team is een team in de vrije klasse tractorpulling. Het team gebruikt een speciaal hiervoor gebouwde tractor genaamd Popeye. Popeye neemt deel aan de 3,5 - en 4,5 ton vrije klassen; ook wel de koningsklasse genoemd.
De naam Popeye is gebaseerd op de gelijknamige stripfiguur tekenfilmfiguur.

## Geschiedenis
Popeye is sinds 1978 actief deelnemer aan tractorpullingwedstrijden, totdat het team in 2015 besloot te stoppen.
Het team is door Jan van Alphen en zijn zwager Frans Kools opgericht en de eerste Popeye had 2 DAF 575 dieselmotoren, gekoppeld aan elkaar door middel van V-snaren. De tweede Popeye werd voorzien van 2 V-6 Detroit tweetaktdieselmotoren. Deze waren aan elkaar gekoppeld door de krukassen rechtstreeks aan elkaar te verbinden. Deze Detroit motoren werden later vervangen door 1 Allison V-12 vliegtuigmotor. In 1985 werd de Allison V-12 vliegtuigmotor voorzien van methanolinjectie.
In 1989 kwam een nieuwe Popeye op de baan, voorzien van 2 Allison V-12 vliegtuigmotoren. Deze werd al in 1991 opgevolgd door een geheel nieuwe tractor voorzien van 3 Allison V-1710 vliegtuigmotoren.
Op 26 augustus 2007 overleed mede-oprichter Jan van Alphen na een ongeval met de Popeye tijdens een tractorpullingwedstrijd in Great Eccleston, waarna Popeye opnieuw werd opgebouwd en in 2008 weer deel kon nemen.
In 2012 werd de 4,5 ton vrije klasse geschrapt door de NTTO (Nederlandse Truck Tractorpulling Organisatie). Waarna het Popeye team besloot over te stappen naar de light-superstock klasse. Zover is het echter niet gekomen, want in 2015 werd er door het team besloten te stoppen met tractorpulling.
De laatste Popeye was uitgevoerd met 3 Allison V-12 motoren Allison V-1710, welke voorzien zijn van methanolinjectie. Samen goed voor 7000 pk.